# Anna Beuthke
Anna Beuthke geborene Roßius (* 1. Juni 1883 in Viethmannsdorf (Schorfheide); † 11. August 1943 im KZ Sachsenhausen) war eine deutsche Widerstandskämpferin.

## Leben
Anna Beuthke war verheiratet mit Richard Beuthke, mit dem sie drei Söhne hat: Ernst Beuthke sowie Walter, geboren am 22. Juni 1904 und Friedrich, geb. am 19. Juni 1906. Der Lebensmittelpunkt der Familie Beuthke war die an die Ortschaft Borsigwalde angrenzende rote Kleingartenkolonie „Gartenfreunde“ nahe der Scharnweberstraße. In der Innungsstraße (nach damaliger Zählung in der Nummer 44) hatten Anna und Richard Beuthke eine große Laube.
Am 21. Mai 1943 wurden alle Unterstützer von Ernst Beuthke verhaftet: Seine Eltern und seine Brüder Walter und Friedrich, außerdem dessen Frau Charlotte und deren Eltern, Emil und Anna Becker. Hinzu kamen Charlotte Hundt, Wally Radoch, Fritz Radoch, Dora Baumann, Lina und Heinrich Müller sowie Ella Trebe. Alle Verhafteten wurden in die Gefängnisse in der Prinz-Albrecht-Straße und am Alexanderplatz gebracht und auf Befehl Heinrich Himmlers im Industriehof des KZ Sachsenhausen im August 1943 ermordet.

## Ehrung

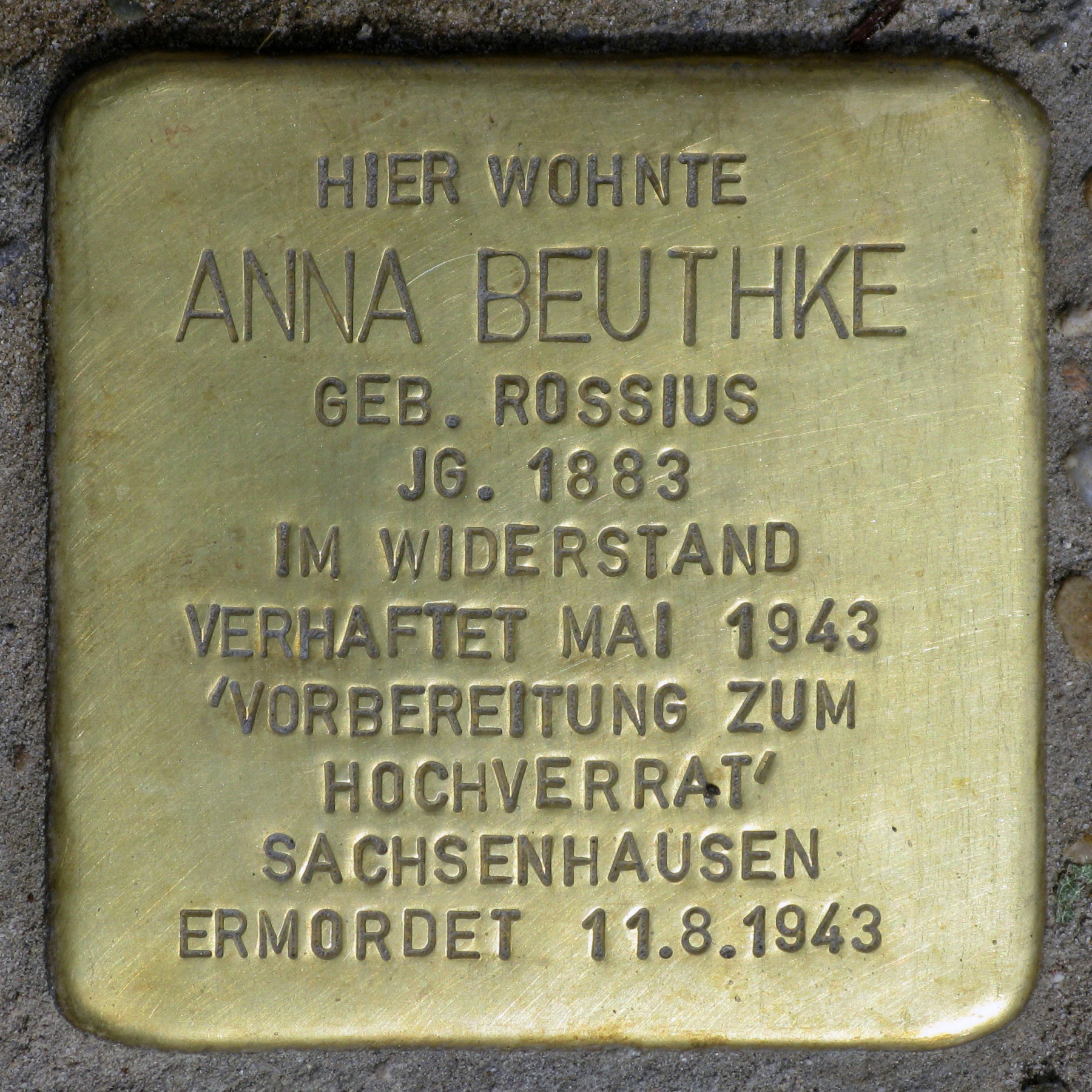
Stolperstein für Anna Beuthke

Am 7. Juni 2013 wurden für sie und alle ermordeten Familienmitglieder Stolpersteine in der Berliner Quäkerstraße 28 verlegt.